# Großer Bocksbart
Der Große Bocksbart (Tragopogon dubius), auch Groß-Bocksbart genannt, ist eine Pflanzenart aus der Gattung Bocksbärte (Tragopogon) in der Unterfamilie der Cichorioideae innerhalb der Familie der Korbblütler (Asteraceae).

## Beschreibung

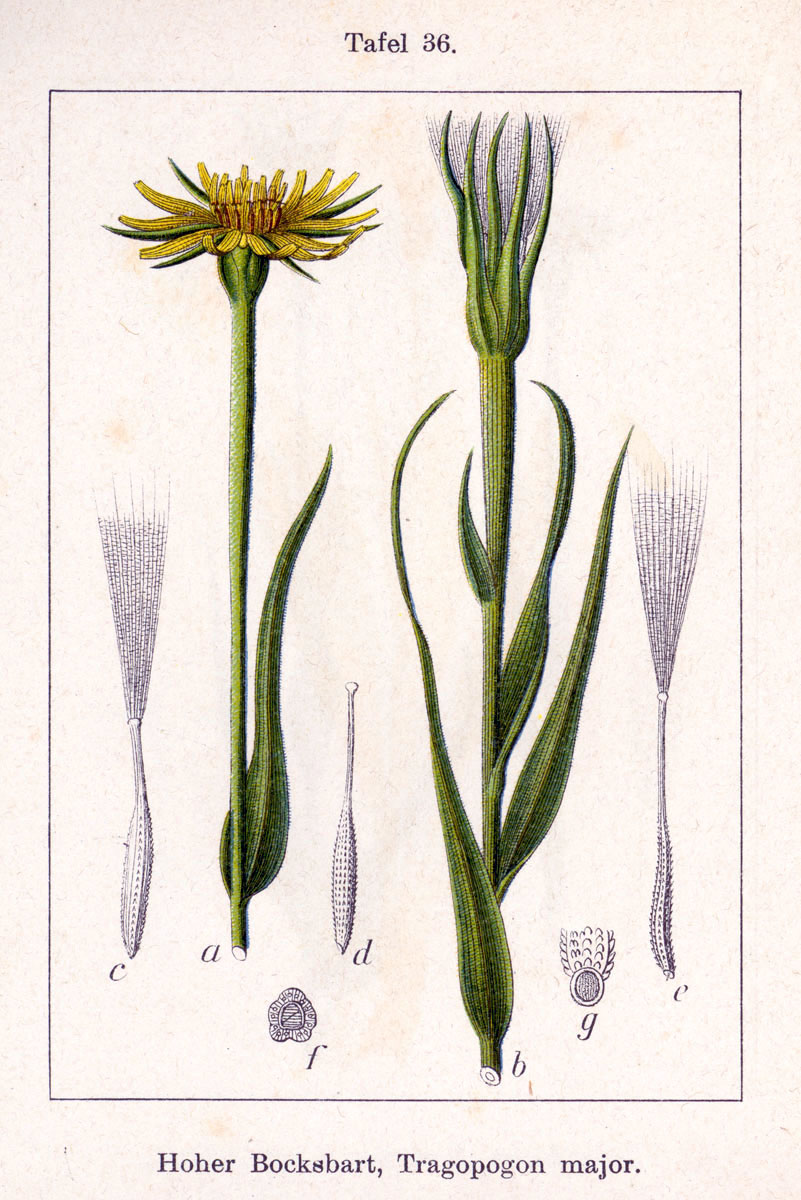
Illustration aus Sturm

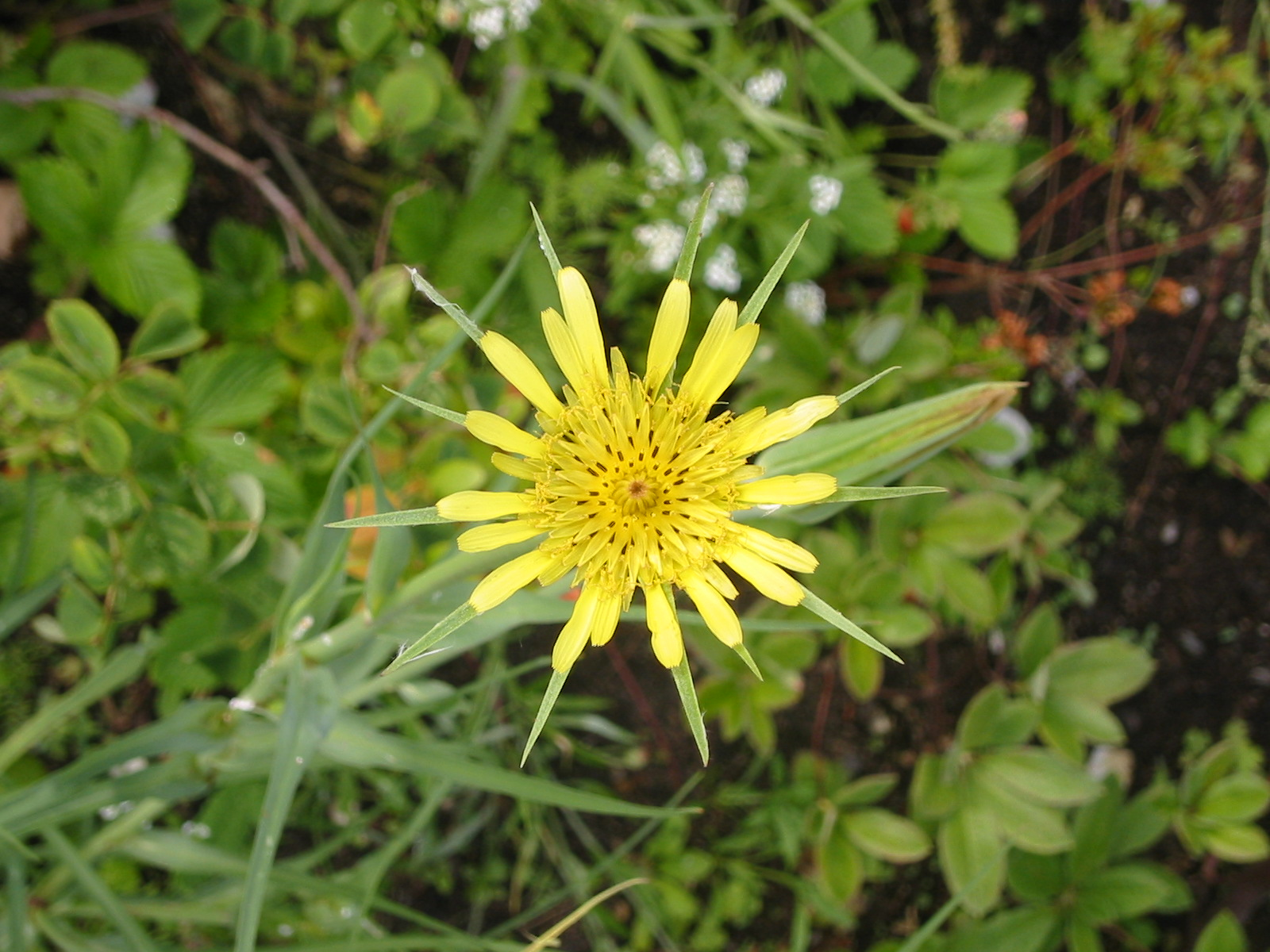
Blütenkorb

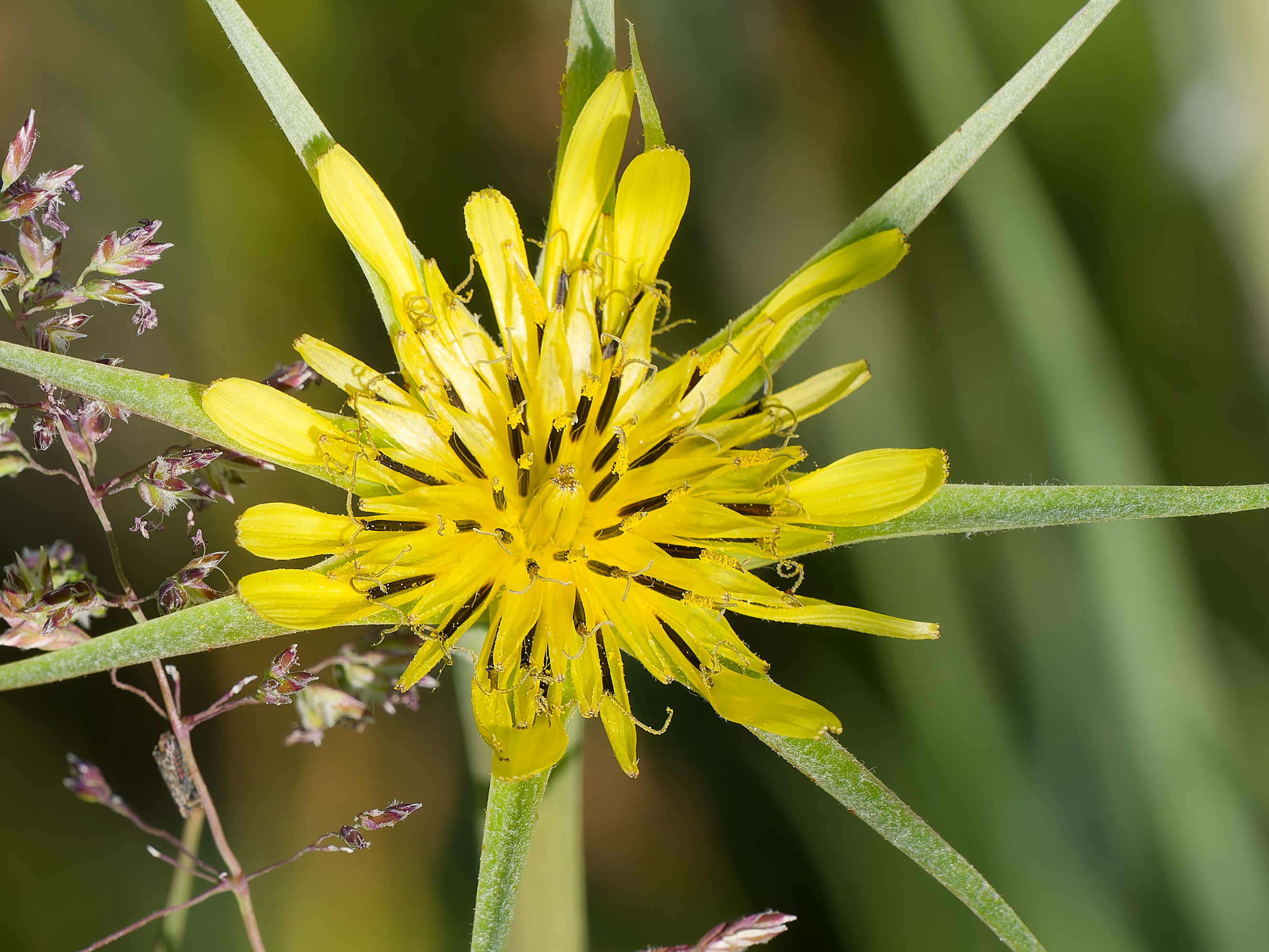
Tragopogon dubius Blüte Aufsicht

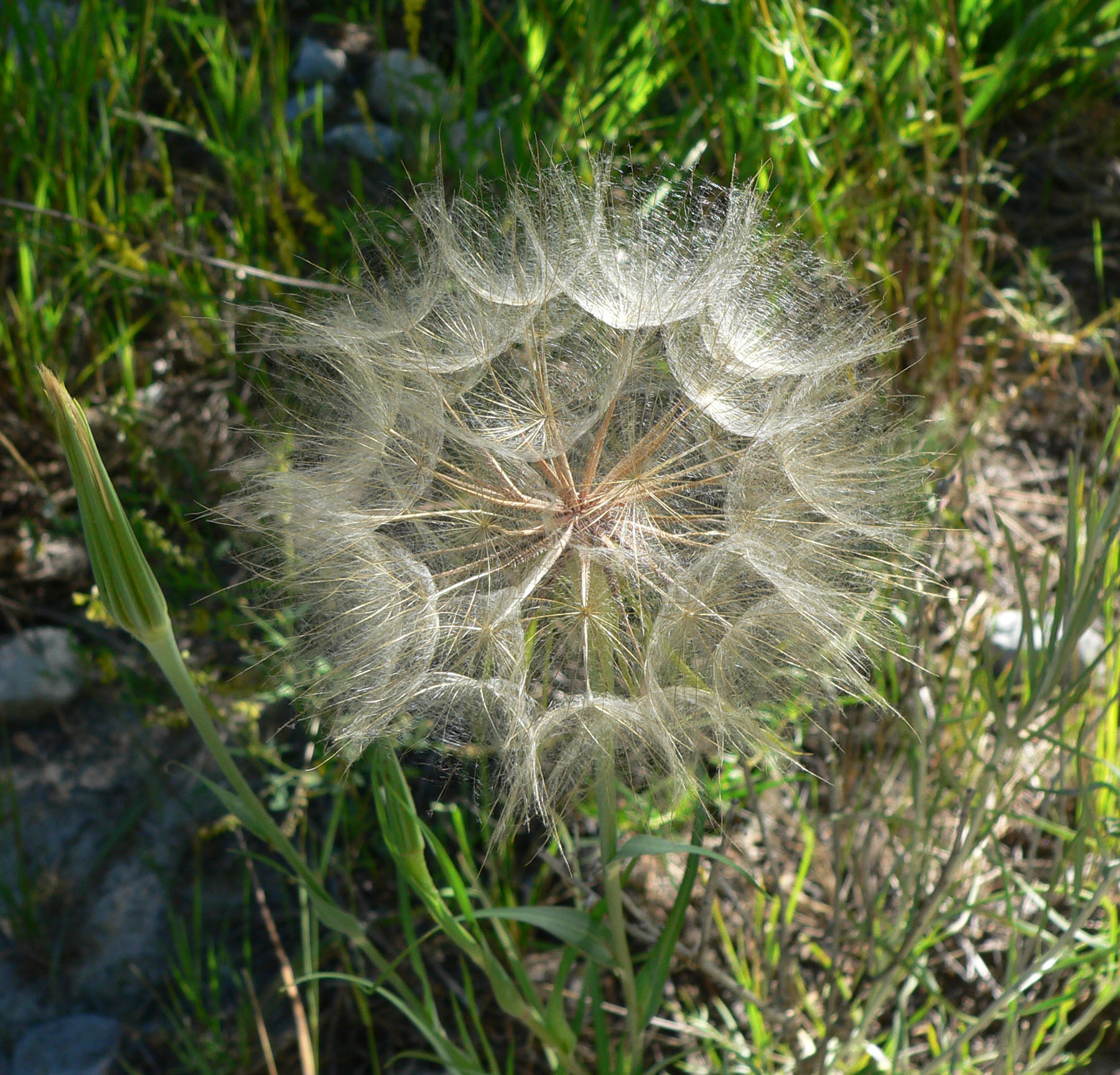
Fruchtstand mit Pappus

### Vegetative Merkmale
Der Große Bocksbart wächst als zweijährige krautige Pflanze und erreicht Wuchshöhen von 20 bis 60, selten bis 100 Zentimetern. Am Grunde des Stängels finden sich häufig Reste vorjähriger Blätter. Die Stängel sind aufrecht und verzweigt.
Die relativ vielen wechselständig am Stängel angeordneten Laubblätter sind einfach, schmal-lanzettlich mit lang zugespitztem oberen Ende und ganzrandig. Sie sind oft steif aufrecht, aber an der Spitze oft überhängend, am Grund verbreitert und halbstängelumfassend.

### Generative Merkmale
Die Blütezeit reicht von Mai bis Juli. Die Blütenkorbschäfte sind hohl und im obersten Bereich keulig verdickt und damit unter der Korbhülle so breit wie der Grund des Blütenkorbs. Die körbchenförmigen Blütenstände haben einen Durchmesser von 4 bis 6 Zentimetern; sie öffnen sich morgens um 7 Uhr und schließen sich bereits um 11 Uhr wieder. Die acht bis sechzehn Hüllblätter sind über dem Grund nicht eingeschnürt und bei der Unterart Tragopogon dubius subsp. dubius deutlich länger als die hell-gelben Zungenblüten. Die Hüllblätter sind anfangs 3, später bis 7 Zentimeter lang.
Die Körbchenschäfte sind zur Fruchtzeit stark vergrößert. Die Achänen sind 20 bis 40 Millimeter lang, scharf fünfkantig, stachlig-rau und am oberen Ende in den keulig verdickten und in den relativ langen, zuletzt zusammengezogenen Schnabel verschmälert. Der Pappus ist fedrig.
Die Chromosomenzahl beträgt 2n = 12.

## Ökologie
Gallbildungen ruft Aulax tragopogonis hervor. Der Große Bocksbart ist Wirtspflanze für die Pilzarten Ustilago tragopogonis, eine Cystopus- und eine Puccinia-Art.

## Vorkommen
Das ursprüngliche Verbreitungsgebiet umfasst Mitteleuropa, Südeuropa, Osteuropa, die Türkei, den Kaukasusraum, Kasachstan, Sibirien und Xinjiang. In Belgien, in den Niederlanden, in Schweden, Litauen, Indien, Bhutan, im südlichen Afrika, Australien, Neuseeland, Argentinien, Kanada und in den Vereinigten Staaten ist die Art ein Neophyt.
In Deutschland ist der Große Bocksbart recht selten und es werden vor allem wärmebegünstigte Regionen im mittleren Teil besiedelt, beispielsweise im Rhein-Main-Gebiet und im Thüringer Becken. Im norddeutschen Tiefland fehlt der Große Bocksbart über weite Strecken. Er steigt in der Unterart Tragopogon dubius subsp. dubius im Kanton Wallis bei Findeln bis auf eine Höhenlage von 2130 Meter auf. Er gedeiht in Mitteleuropa auf sommerwarmen, trockenen bis mäßig-trockenen, nährstoffreichen, meist kalk- oder basenreichen, wenig humosen oder rohen, offenen Lehm- und Lößböden.
Der Große Bocksbart ist kalk- und wärmeliebende Art. Er wächst auf Ruderalstellen, Wegen, Dämmen, in sonnigen Staudenfluren, auf Trockenrasen, beispielsweise in gestörten Trespen-Halbtrockenrasen, in mesophilen, halbruderalen Quecken-Trockenfluren, in Honigklee- und Natternkopf-Fluren und auf Eisenbahngelände. Der Große Bocksbart kommt in Mitteleuropa besonders in Pflanzengesellschaften des Verbands Dauco-Melilotion, aber auch des Mesobromion oder Convolvulo-Agropyrion vor.
In Österreich tritt der Große Bocksbart in den Bundesländern Wien, Niederösterreich, dem Burgenland, Oberösterreich sowie unbeständig in der Steiermark, Kärnten, Salzburg und Tirol in der kollinen bis untermontanen Höhenstufe auf. Im pannonischen Gebiet Österreichs ist die Art häufig anzutreffen, sonst selten und nur unbeständig (z. B. neben Bahnstrecken) oder lokal eingebürgert.
Die ökologischen Zeigerwerte nach Landolt et al. 2010 sind in der Schweiz: Feuchtezahl F = 1+ (trocken), Lichtzahl L = 4 (hell), Reaktionszahl R = 4 (neutral bis basisch), Temperaturzahl T = 4+ (warm-kollin), Nährstoffzahl N = 4 (nährstoffreich), Kontinentalitätszahl K = 4 (subkontinental), Salztoleranz = 1 (tolerant).

## Systematik
Die Erstveröffentlichung von Tragopogon dubius erfolgte 1772 durch Giovanni Antonio Scopoli in Flora Carniolica exhibens Plantas Carniolae indigenas et distributas ..., 2. Auflage, Band 2, Seite 95.
Je nach Autor gibt es einige Unterarten:
- Tragopogon dubius Scop. subsp. dubius[6]
- Tragopogon dubius subsp. desertorum (Lindem.) Tzvelev: Sie kommt im europäischen Russland, in der Ukraine und in Moldawien vor.[6]
- Tragopogon dubius subsp. major (Jacq.) Vollm.: Es gibt Fundortangaben für Spanien, Frankreich, die Schweiz, Österreich, Deutschland, Tschechien, die Slowakei, Ungarn, Serbien, Bulgarien, Rumänien, die Ukraine, den europäischen Teil Russlands und Moldawien vor.[6]

## Abgrenzung von ähnlichen Arten
Der in Mitteleuropa häufig anzutreffende Wiesen-Bocksbart (Tragopogon pratensis) hat ebenfalls gelbe Blüten, jedoch keine deutlich keulig verdickten Korbschäfte.
Dagegen hat die ursprünglich aus dem Mittelmeerraum stammende Haferwurz (Tragopogon porrifolius) ähnlich wie der Große Bocksbart einen keulig verdickten Korbschaft, blüht jedoch weinrot und weist mehr blau-grüne Laubblätter auf.

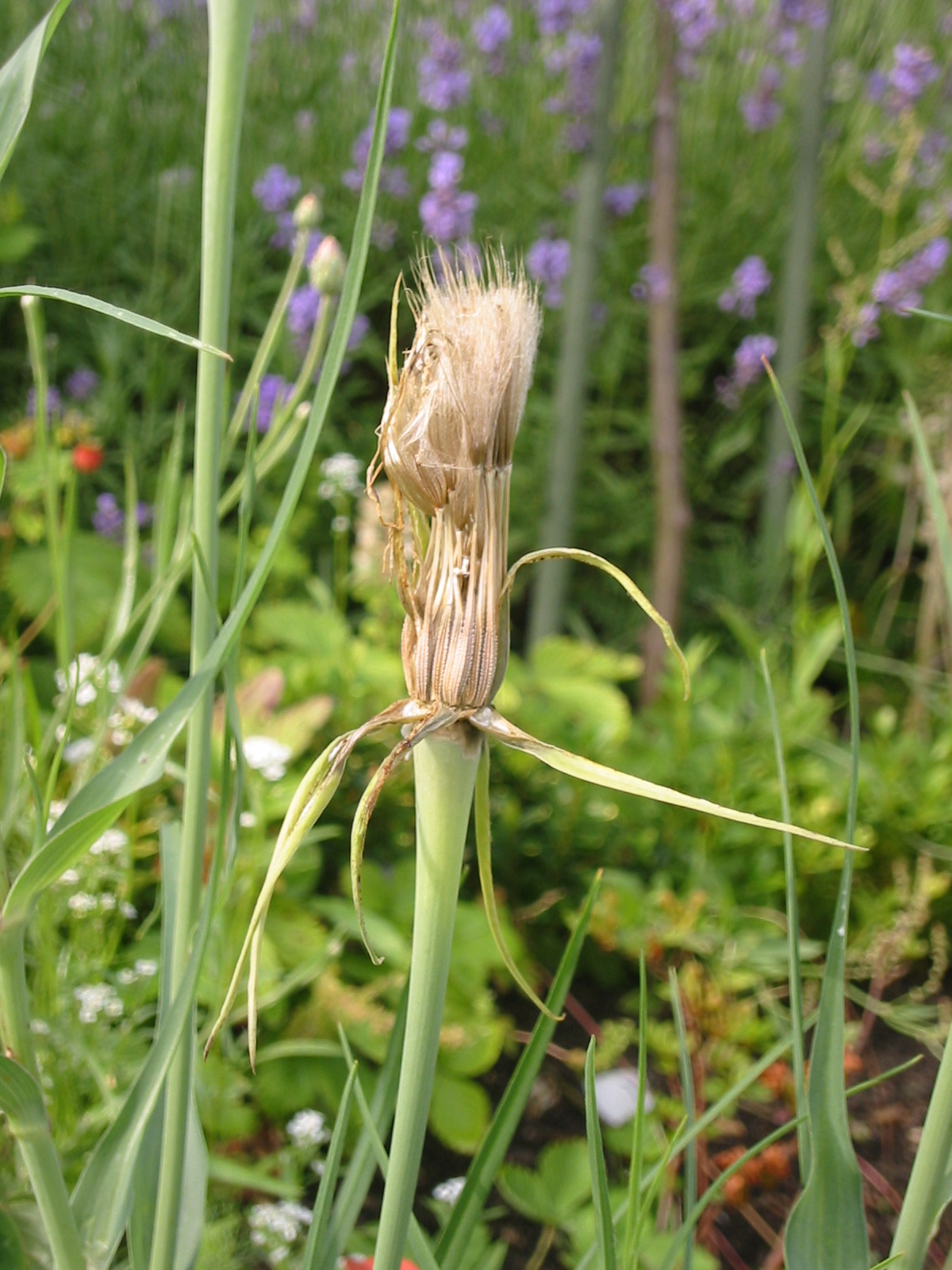
Der typische "Bocks-Bart" des Großen Bocksbarts
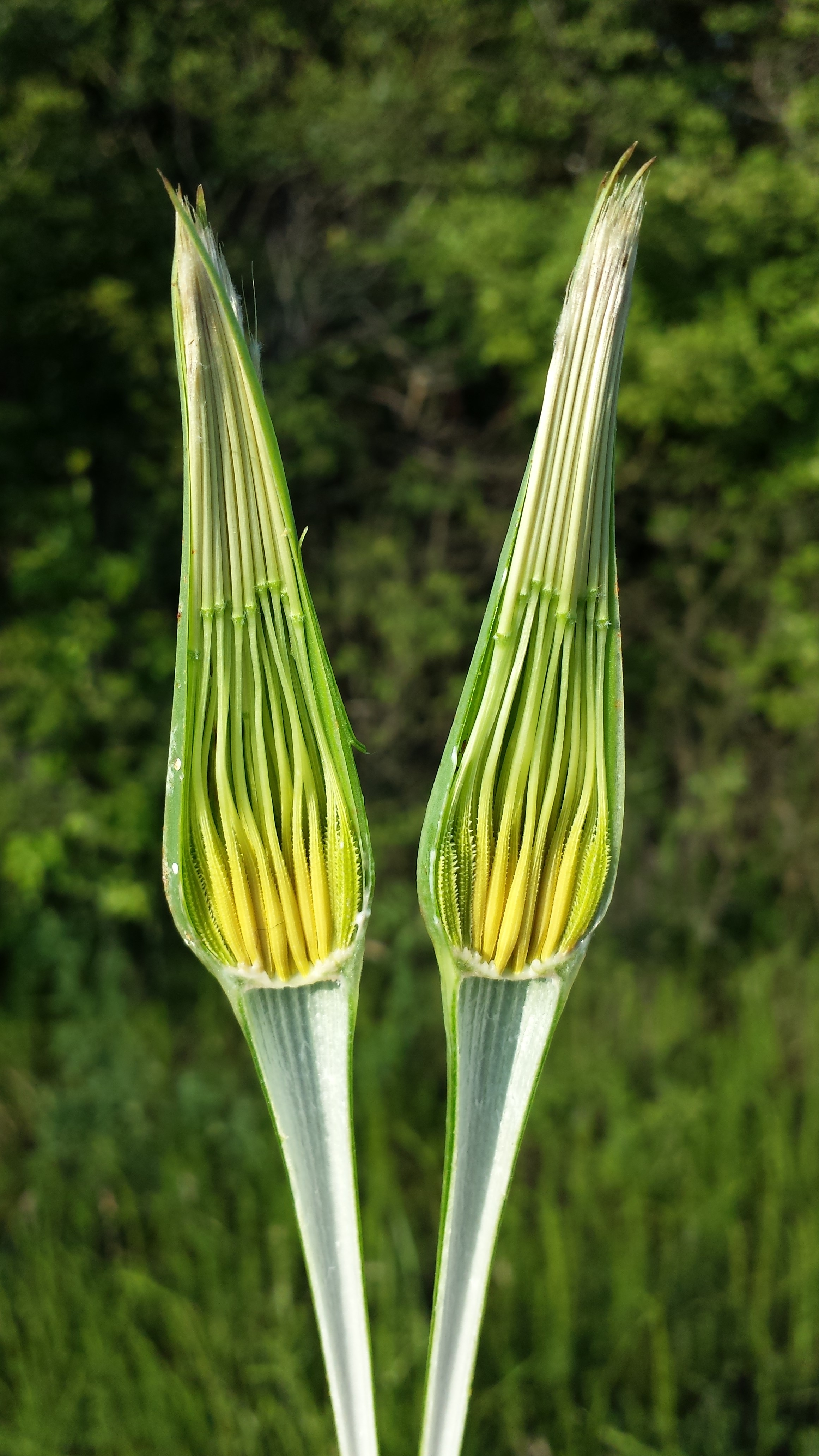
Korb kurz vor der Samenreife (aufgeschnitten)
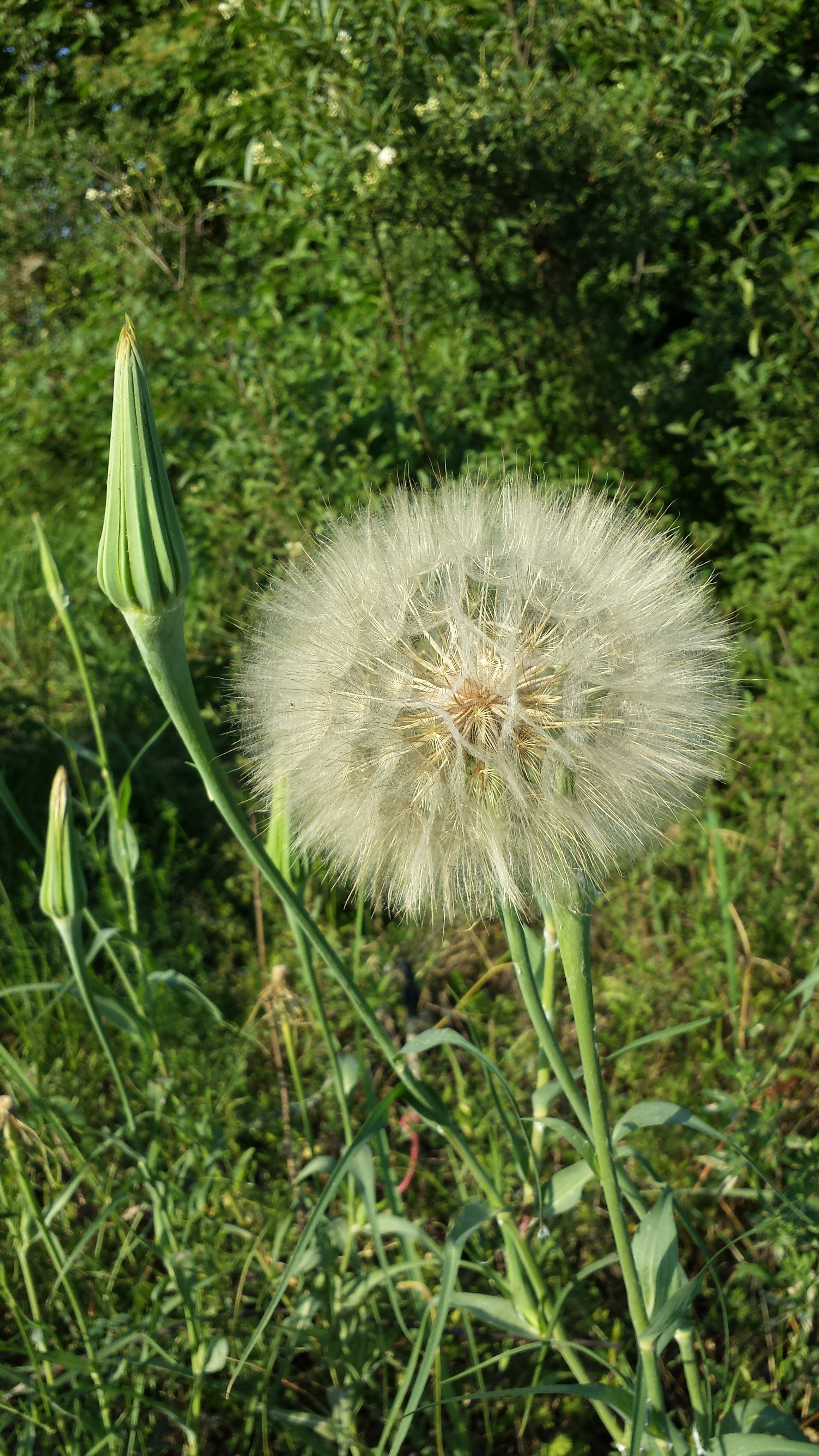
Fruchtstand mit reifen Achäne mit Pappus
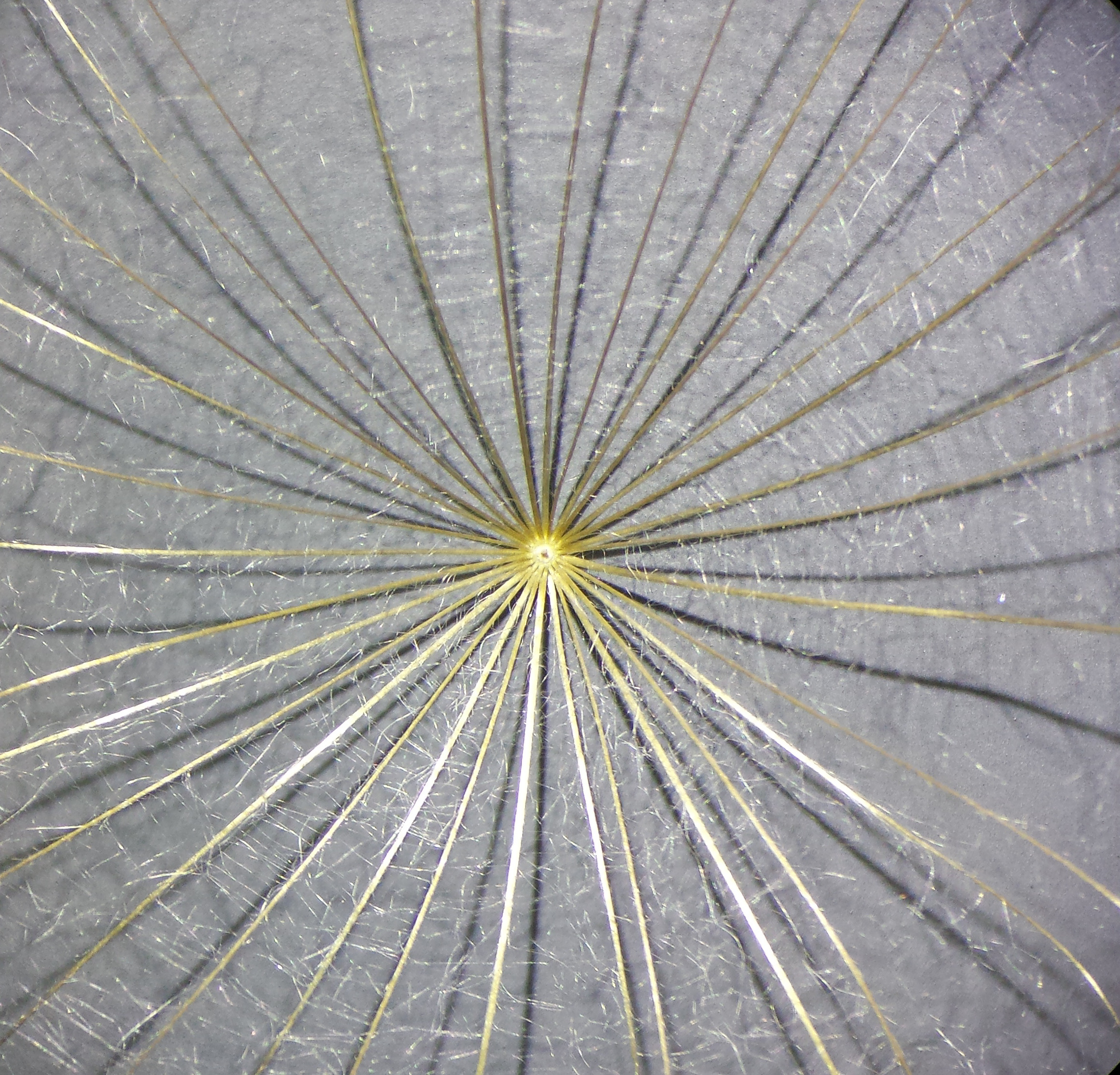
Pappus mit fiedrigen Pappusborsten, diese sind miteinander verwoben
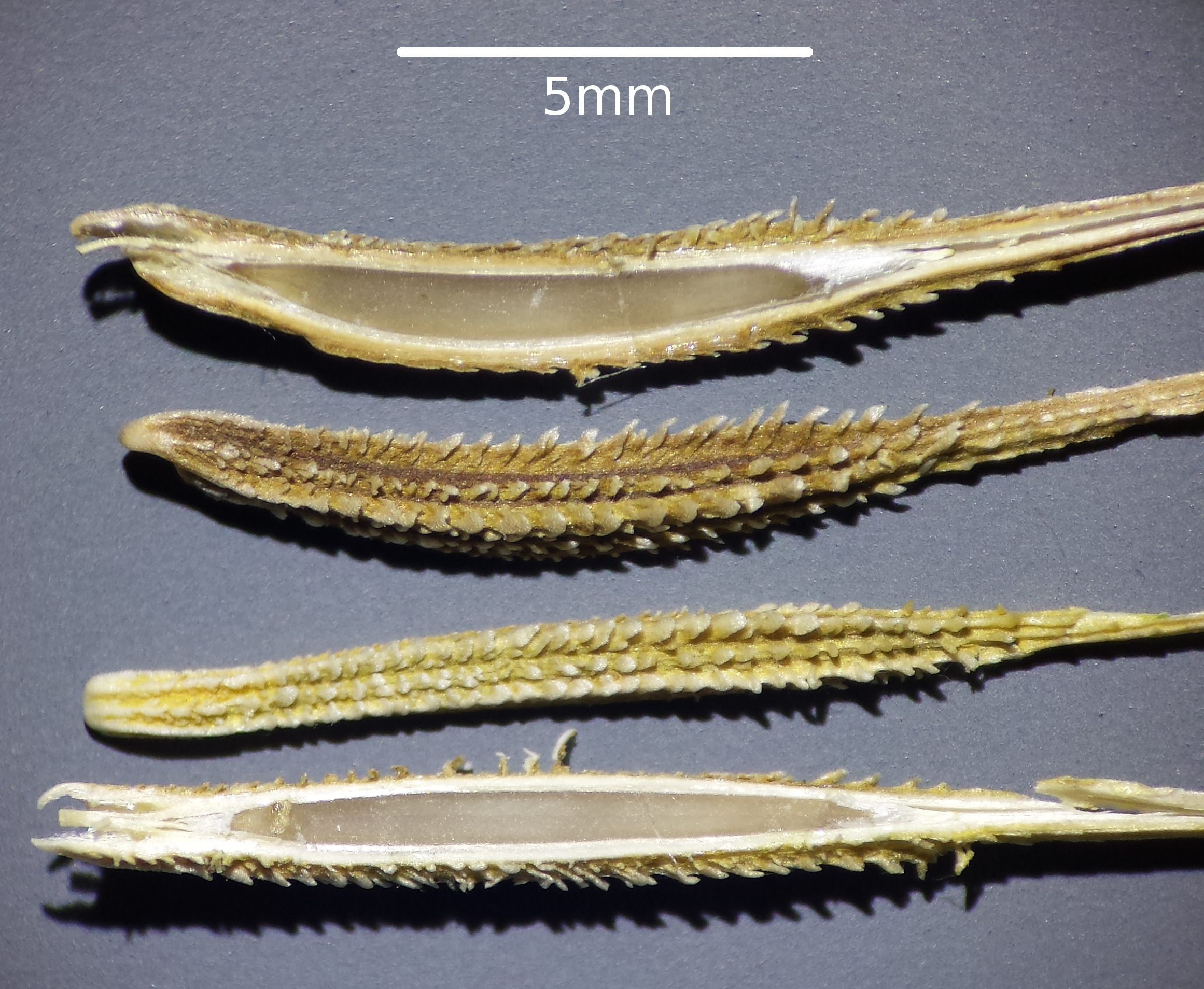
Reife Achänen (aufgeschnitten)